# Как часто, пёстрою толпою окружён
«Как ча́сто пёстрою толпо́ю окружён» — творческая работа в стихотворной форме, созданная в 1840 году Михаилом Юрьевичем Лермонтовым.
Данное стихотворение оценивается многими критиками как одно из самых значительных стихотворений Лермонтова, по душевному настрою и эмоциональному пафосу близкое к «Смерти поэта». По свидетельствам современников, это стихотворение написано после посещения Лермонтовым маскарада в ночь с 1-го на 2-е января 1840 года. Опубликование повлекло за собой новые гонения на поэта, совсем недавно «прощённого». 
Тема маскарада символична. Сравнивая стихотворение с «Маскарадом», несложно понять, что насмешка над конкретными чертами жизни — не что иное, как подчёркивание поэтом всей фальши светского общества. Воображаемое прошлое, светлые мечты конкурируют в сознании поэта с призрачной реальностью, пропитанной враньём и «маской». И эта грязь действительности не вызывает в душе Лермонтова ничего, кроме презрения.